# الجمعية القومية للمرأة
الجمعية القومية للمرأة منظمة بريطانية لحقوق المرأة تأسست في 8 مارس عام 1952 في اجتماع لحوالي 1500 امرأة من جميع أنحاء بريطانيا العظمى. تقوم بحملات للمساواة بين المرأة والرجل في كل أركان جوانب الحياة،وأيضا من أجل السلام ووضع نهاية للفقر في كل أرجاء العالم. و تنتمي للاتحاد الديمقراطي العالمي للمرأة.

## تاريخها
كانت الجمعية القومية للمرأة إنتاجاً من مشاركة النساء في الحرب العالمية الثانية؛ نتيجة لعملهم العظيم لسدالعجز في الوظائف التي كان يقوم بها الرجال في وقت سابق، وقد تركت النساء توقعات متغيرة من أجل دورهم في العالم، إضافة إلى أحلامهم في الحصول على وظيفة بدوام كامل والمساواة في الراتب. عقب خطاب ونستون تشرشل عام 1946 الذي تنبأ ببداية الحرب الباردة. أصبحت النساء أكثر وعيًا بأنه لا يوجد حيز لمخاوفهن واستجابتهن للأحداث السياسية. أدت الحملات التي قامت بها لجنة اليوم العالمي للمرأة في أنحاء بريطانيا في 8 مارس 1952 إلي عقد اجتماع افتتاحى للجمعية القومية للمرأة في قاعة مدينة ستبانكراس في لندن، بمشاركة 1396 مندوب من ويلس، و اسكتلندا، و تي سايد، و برادفورد، و هاليفاكس، و لييدز، و لانكاشير، و يوركشير. مَثَّلَ هؤلاء المندوبون إجمالى 549700 امرأة من المنظمات النسائية والنقابات. رُفض أربعة مندوبين من الاتحاد السوفيتي كانوا يخططون للحضور، ومُنِعَت امرأتان من إيطاليا من دخول البلاد عندما وصلوا إلى دوڤر. كانت النساء اللواتي اجتمعن في الاجتماع الأوَّلي متحدات ضد الحرب الكورية، وضد ارتفاع تكلفة المعيشة، ومن أجل السلام، ونزع السلاح، وزيادة عدد النساء في البرلمان. أصدرت النساء قرارًا لتسليط الضوء على أن عمل المرأة لا يزال يتم استغلاله بعد 30 عامًا من تأييده لمبدأ المساواة في الأجر. ترأس مونيكا فيلتون الاجتماع، وألقت شارلوت مارش خطابًا.

## الاجتماع
عُقدَتْ ثانى جمعية في عام 1953، ثم اجتمعت النساء في الجمعية القومية عام 1955 التي شاركن فيها في مظاهرة 17000 شخص ضد إعادة تسليح ألمانيا. في عام 1975، تعاونت الجمعية القومية للمرأة مع الاتحاد الديمقراطي الدولى للمرأة لاستضافة ندوة عالمية
فدن، مع ممثلين من أوروبا الشرقية والغربية وجنوب إفريقيا. تعقد الجمعية اجتماعات عامة كل سنتين لانتخاب أعضاء المكتب والمسؤولين التنفيذيين، وهم المسؤولين عن أعمال المنظمة ويجتمعون كل شهرين.

## عمل المنظمة
بالنسبة إلي البعض تُعتَبَر منظمة تنتمى للشيوعية، ويدافع أعضاء الجمعية القومية للمرأة عن السلام والقضايا المتعلقة بالسلام ؛ كما قاتلوا من أجل تحسين التعليم والرعاية الصحية والمعاشات ورعاية الأطفال.لقد دعموا تقنية الولادة المتقدمة من لاميز. في عام 1975، قدموا آراء حول قانون المساواة في الأجر وقانون حماية العمالة إلى الحكومة. في عام 1987، اخذت الجمعية القومية للمرأة 102 مندوبة إلى الكونغرس في موسكو ؛ كانت الجمعية مسؤولة عن توزيع الدعوات على النساء البريطانيات لحضور مؤتمر موسكو ، و دعت عددًا قليلاً من أعضاء معسكر السلام المشترك بين جرينهام. تنشر المنظمة مجلة كل فصل، SISTERS (أخوات في التضامن لإنهاء العنصرية والتمييز الجنسي).

## انظر ايضاً
- المرأة
- حقوق المرأه
- جمعية